# Chrysopa polonica
Chrysopa polonica är en insektsart som beskrevs av Lurie 1898. Chrysopa polonica ingår i släktet Chrysopa och familjen guldögonsländor. Inga underarter finns listade i Catalogue of Life.